# Efígie da República

A Liberdade guiando o Povo de Eugène Delacroix, inspiração da imagem da República

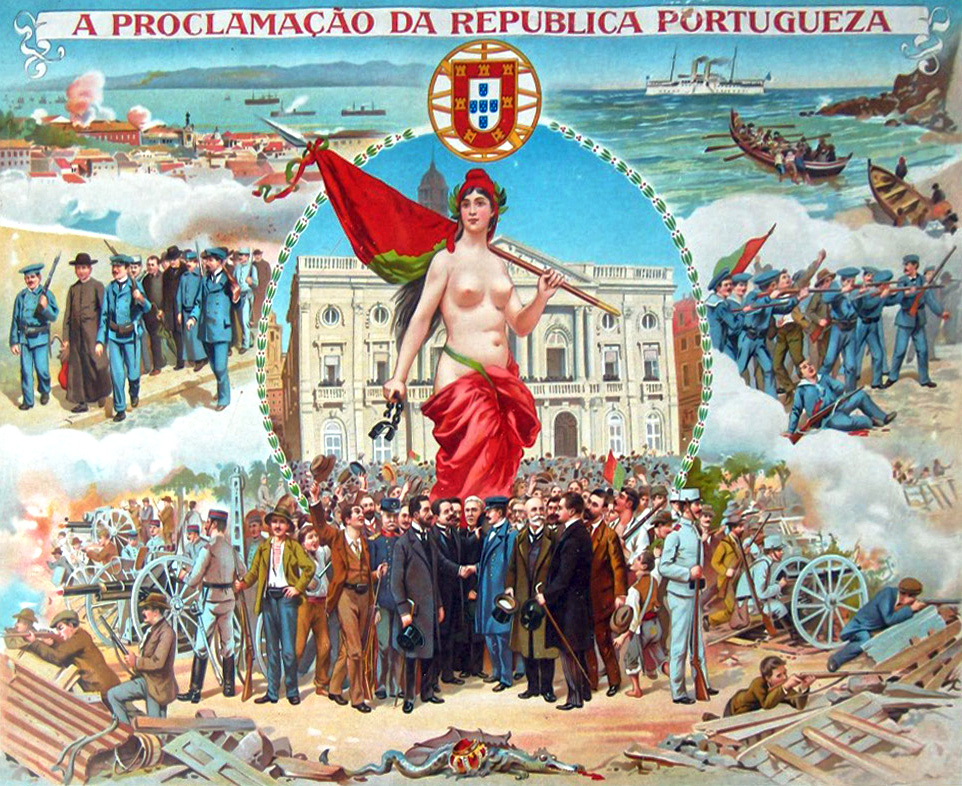
Efígie da República Portuguesa ao centro, aquando da Proclamação da República

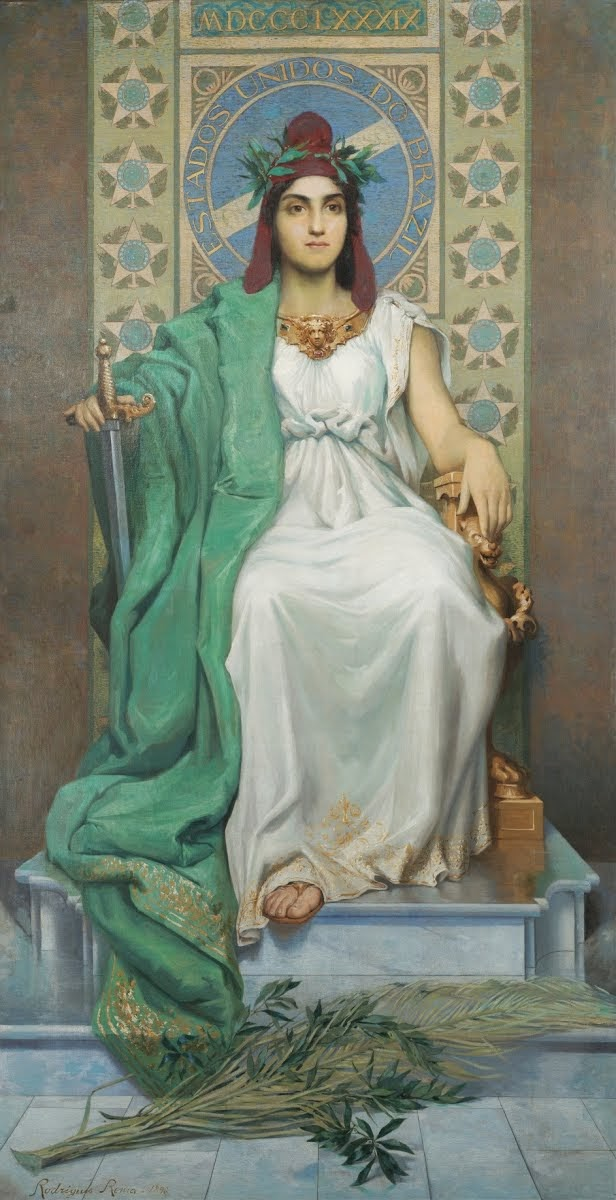
Alegoria da República, 1896. Pintura positivista em referência à Proclamação da República Brasileira, por Manuel Lopes Rodrigues. Óleo sobre tela, 230 x 120 cm. Salvador, Museu de Arte da Bahia.

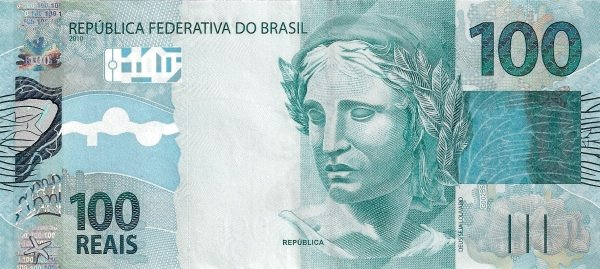
Efígie da República Federativa do Brasil na cédula de 100 reais

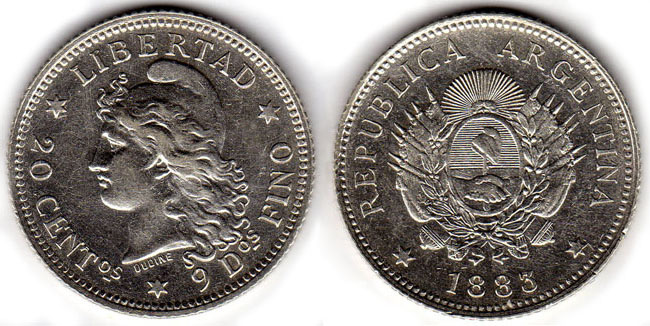
Efígie da República Argentina 20 centavos 1883

Em muitos países, a efígie ou imagem da República é a personificação do regime republicano e do próprio Estado onde esse regime vigora. Geralmente a imagem da República é representada, iconograficamente, por um ser de sexo feminino ostentando um barrete.

## França
Marianne é a figura alegórica de uma mulher que representa a República Francesa, sendo portanto uma personificação nacional.
Sob a aparência de uma mulher usando um barrete frígio, Marianne encarna a República Francesa e representa a permanência dos valores da república e dos cidadãos franceses: Liberté, Égalité, Fraternité (Liberdade, Igualdade e Fraternidade). Marianne é a representação simbólica da mãe pátria, simultaneamente enérgica, guerreira, pacífica, protetora e maternal.
O seu nome provém, provavelmente, da contracção de Marie e de Anne, dois nomes muito frequentes no século XVIII entre a população feminina do Reino de França.
Para os aristocratas contra-revolucionários, o nome tornou-se pejorativo porque figurava o povo, a plebe.[carece de fontes?] Os revolucionários adoptaram-na para simbolizar a mudança de regime. Os republicanos do Meridiano tiveram também um papel importante na associação deste nome a um ideal político (uma canção em língua occitânica, « La garisou de Marianno » era muito popular no outono de 1792).
A obra A Liberdade guiando o povo, onde Marianne é retratada, foi inspiração para a Efígie da República do Brasil, que está estampada nas cédulas de Real do país.

## Brasil
A República Brasileira adotou a alegoria de Marianne, cuja efígie, com o seu Barrete Frígio (carapuça vermelha), está estampada em vários brasões e bandeiras de cidades, municípios e estados brasileiros. Este símbolo também é utilizado impresso em todas as cédulas do Real (unidade monetária nacional), e cunhado na moeda de R$ 1,00. A efígie foi adotada na nota de 1 Cruzeiro (1980) e nas notas de 200 cruzados novos (1989) muito parecida com a nota de 1 Real e que inspiraria as notas de Real futuras.

### Brasil Império
Durante o período imperial também existia as alegorias de sentido de personificação nacional, uma delas, é a obra litográfica de Gianne que representa o imperador Pedro I com a Constituição defendendo-a, em luta, contra o despotismo.

## Portugal

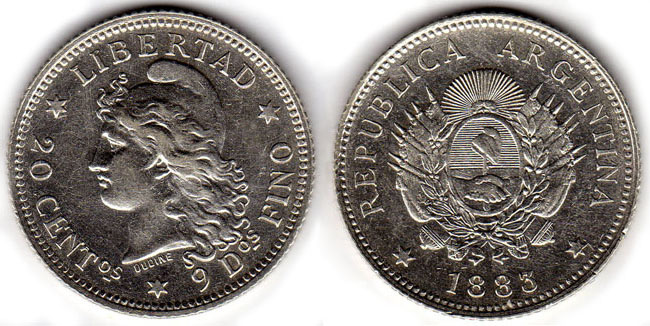
Efígie da República Argentina 20 centavos 1883

A imagem da República foi adoptada como símbolo da República Portuguesa, na sequência da implantação do novo regime, em 5 de Outubro de 1910. A imagem da República Portuguesa foi representada de várias formas, seguindo o modelo genérico da Liberdade de Eugène Delacroix, individualizando-se, apenas, pelas cores vermelha e verde das suas roupas (cores da nova Bandeira Nacional). A partir de 1912 o busto da República, esculpido por Simões de Almeida, torna-se o padrão oficial da imagem da República Portuguesa, sendo usado como efígie nas moedas de escudo e de centavos e colocado nas repartições públicas.
O busto da República passou a ser considerado um dos símbolos nacionais de Portugal, a par do retrato oficial do Presidente da República, do brasão de armas, da bandeira e do hino. Tornou-se obrigatória a existência de uma reprodução do busto da    República, em local de destaque, em todos os edifícios públicos.
Entretanto, o uso da imagem da República foi caindo em desuso, apesar de estar presente em todas as sedes dos órgãos de poder.

## Argentina
Efígie da República conhecida também na Argentina como Efígie da Liberdade, figurou em muitas moedas argentinas e foi criada pelo artista francês Eugène-André Oudiné. Representada com o perfil  sereno e cabelo abundante soltos ao vento e um barrete frígio como tocado.
Oudiné trabalhou na  Efígie da Liberdade em 1881 por ordem do engenheiro Eduardo Castilla, o primeiro presidente da Casa da Moeda, para ilustrar o reverso das moedas de Peso argentino,  cuja criação tinha sido sancionado no mesmo ano para unificar o sistema monetário do país.
A Liberdade Oudiné permaneceu até 1942, quando foi substituído por um busto mais moderna feita em 1940 pelo escultor francês Lucien Bazor; no entanto, em 1957, as moedas de Oudiné voltaram a ser cunhadas. Efígie da Liberdade de Oudiné também aparece no logotipo do Banco Central da Argentina.